# Nicolas Calas
Nicolas Calas (en griego: Νικόλαος Κάλας) (27 de mayo de 1907-31 de diciembre de 1988) es el seudónimo de Nikos Kalamaris (en griego: Νίκος Καλαμάρης), un poeta y crítico de arte greco-americano. Mientras vivió en Grecia también utilizó los pseudónimos Nikitas Randos (en griego: Νικήτας Ράντος) y M. Spieros  (en griego: Μ. Σπιέρος).

## Obra

### Poesía
- Poemas (Ποιήματα, 1932)
- Cuaderno I (Τετράδιο Α’, 1933)
- Cuaderno II (Τετράδιο Β’, 1933)
- Cuaderno III (Τετράδιο Γ’, 1934)
- Cuaderno IV (Τετράδιο Δ’, 1936)
- Nikitas Randos Street (Οδός Νικήτα Ράντου, 1977. ISBN 960-7721-24-1
- escritura y luz (Γραφή και φως, 1983). ISBN 960-7721-34-9
- Dieciséis poemas franceses y correspondencia con Carlos Williams (Δεκαέξι γαλλικά ποιήματα και αλληλογραφία με τον Ουίλλιαμ Κάρλος Ουίλλιαμς, ed. Spilios Argyropoulos y Vassiliki Kolokotroni, 2002). ISBN 960-17-0084-6
- Oedipus is Innocent (Poemas seleccionados editados y traducidos por Lena Hoff, 2020). ISBN 9781916139275

### Prosa, ensayos y cartas
- Los fuegos de Arson (French: Foyers d’incendie, 1938)
- Confundir al sabio (1942)
- Patrimonio primitivo(coeditado con Margaret Mead, 1953)
- La colección de arte moderno de Peggy Guggenheim (con Elena Calas, 1967)
- Art in the Age of Risk (1968)
- Iconos e Imágenes de los sesenta(escrito junto con Elena Calas, 1971)
- Surrealismo Pro & Con (1973)
- Ensayos sobre Poesía y estética (Griego: Κείμενα ποιητικής και αισθητικής, ed. Alex. Argyriou, 1982). ISBN 0-8357-1690-2
- Transfiguraciones (1985)
- Yorgos Theotokas y Nicolas Calas. Correspondencia (Griego Γιώργος Θεοτοκάς και Νικόλας Κάλας. Μια αλληλογραφία, ed. Ioanna Konstantoulaki-Hantzou, 1989)
- Nicolas Calas – Michalis Raptis.Correspondencia política (Griego: Νικόλας Κάλας – Μιχάλης Ράπτης. Μια πολιτική αλληλογραφία, ed. Lena Hoff, 2002). ISBN 960-325-451-7